# Brenta (reka)
Brenta je italijanska reka, ki teče od pokrajine Trento do Jadranskega morja, južno od beneške lagune v Benečiji, na severovzhodu Italije.
V rimski dobi se je imenovala Medoacus (starogrško Mediochos, Μηδειοχος), v bližini Padove pa se je razdelila na dve veji, Medoacus Maior (Veliki Medoacus) in Medoacus Minor (Mali Medoacus). Reka je spremenila svoj tok v zgodnjem srednjem veku, njeno nekdanjo strugo skozi Padovo pa je zasedla reka Bacchiglione.
Dolga je 174 kilometrov in je bila prvič kanalizirana v 16. stoletju, ko je bila od naselja Stra do Jadranskega morja zgrajen dolg prekop, ki je obšel beneško laguno. Krak Brente, imenovan Naviglio del Brenta, je ostal neposredna povezava Benetk in Padove (ki je bila nekakšna druga prestolnica Beneške republike). Poteka skozi naselja Stra, Fiesso d'Artico, Dolo, Mira, Oriago in Malcontenta do Fusine (ki je del občine Benetke).
Od 16. stoletja je bilo ob obalah Naviglio del Brenta zgrajenih veliko velikih vil in to naseljeno območje je bilo pozneje poimenovano Riviera del Brenta. Tri od teh vil so odprte za javnost: masivna baročna Vila Pisani v Stra, Vila Widmann-Foscari v Miri in paladijevska zgradba Vila Foscari, imenovana tudi La Malcontenta. Na rivieri je tudi Villa Ferretti-Angeli v Dolu. Vila Contarini stoji severozahodno od Padove, blizu vasi Piazzola sul Brenta, nedaleč od reke. Beneška aristokracija je križarila po kanalu z vrsto čolna, znanega kot burchiello, medtem ko so tovor prevažali na tradicionalnih barkah, znanih kot burci.
V kraju Bassano del Grappa reko prečka Ponte Vecchio (italijansko za Stari most) ali Ponte degli Alpini (most Alpini), pokrit most, ki ga je leta 1569 zasnoval Andrea Palladio. Most je v pontonskem slogu in je zgrajen popolnoma iz lesa. V svoji zgodovini je bil večkrat uničen, Alpini pa so ga nazadnje obnovili leta 1948.